# Aimee Osbourne
Aimee Rachel Osbourne, née le 2 septembre 1983, est une actrice et chanteuse anglaise. Elle est l'aînée des trois enfants d'Ozzy et Sharon Osbourne, et a trois demi-frères et sœurs plus âgés issus du premier mariage de son père. Depuis 2010, Osbourne est aussi connue sous le nom de son projet musical ARO.

## Jeunesse
Osbourne est née le 2 septembre 1983 à l'hôpital Wellington de St John's Wood, à Londres. Elle est l'aînée d'Ozzy et Sharon Osbourne, et la sœur de Jack et Kelly Osbourne. Elle a trois demi-frères et sœurs issus des onze années de mariage de son père avec Thelma Riley, sa première femme : Elliot Kingsley, le fils de Riley qu'Ozzy a adopté ; Louis Osbourne ; et Jessica Osbourne. Elle est la deuxième fille d'Ozzy, l'aînée étant sa demi-sœur Jessica. Le grand-père maternel d'Osbourne était le manager musical anglais Don Arden.

## Carrière
Le premier rôle d'Osbourne fut dans l'adaptation de Wuthering Heights par MTV en 2003. Elle a ensuite prêté sa voix au film d'animation Postman Pat: The Movie en 2014.
Outre son métier d'actrice, elle a joué dans des clips, des documentaires et des émissions de téléréalité sur la carrière musicale de son père. Elle a toutefois refusé de participer à l'émission de téléréalité familiale The Osbournes (2002-2005), estimant que cela la stéréotyperait et affecterait sa carrière musicale. Elle a exprimé son malaise face au comportement de ses parents à la télévision.
Vers 2010, elle a commencé à enregistrer et à sortir de la musique sous le nom ARO (ses initiales). La musique du projet de ARO, contrairement au heavy metal de son père, a été décrite comme de la synth pop, et est influencé par Kate Bush et Portishead, ainsi que PJ Harvey et Massive Attack. Elle est apparue dans ses propres clips vidéo, et sa vidéo pour "Raining Gold" a reçu deux millions de vues en seulement deux mois.
Depuis juillet 2020, ARO a seulement donné 4 représentations en direct : Union Pool, Brooklyn le 1 avril 2015, Mercury Lounge, New York City, le 2 avril 2015 et The Echo, Los Angeles, le 9 février 2016.
Depuis 2016, année où Aimee Rachel Osbourne a sorti trois chansons (« Raining Gold », « I Can Change » et « Cocaine Style »), très peu de nouveaux titres ont été publiés. Toutefois un message le 17 octobre 2018 a été publié, remerciant les fans pour leurs deux années de patience en attendant de nouvelles sorties musicales. Le 5 décembre 2018, ARO a teasé le public avec un extrait d'une chanson intitulée « Beats of My Heart ».
Il faudra attendre plus d'un an avant qu'ARO ne publie un autre article, le 13 février 2020, annonçant la sortie prochaine d'un premier album sur le label indépendant « Makerecords ». Six mois plus tard, le 24 juillet 2020, ARO sort son premier single en quatre ans, « Shared Something With the Night ». Au même moment, Osbourne révèle que le prochain album d'ARO s'intitule Vacare Adamaré, qu'il sortira en « chapitres de type EP, construits autour de clips pour chaque chanson », et qu'un concert est en préparation. Vacare Adamaré est sorti le 30 octobre 2020.

## Vie personnelle
En mai 2022, Osbourne a échappé de justesse à un incendie dans un studio d'enregistrement d'Hollywood. Elle a été sauvée par son collègue producteur et rappeur Jamal Rajad. Si Osbourne et Rajad ont survécu, le producteur Nathan Avery Edwards, ami de Rajad, a été tué dans l'incendie, ainsi que ses quatre chats. Deux autres personnes ont été légèrement intoxiquées par la fumée,.

## Membres du groupe ARO
- Aimée Osbourne - chanteuse (2015 – maintenant)
- Billy Mohler – guitare, basse (2015 – maintenant)
- René Arsenault – claviers, programmation type MAO (2015–maintenant)
- Brendan Buckey – batterie (2015 – maintenant)
- Kyle Wylde – guitare (2019 – maintenant)

## Discographie

### ARO
Albums studio
- Vacare Adamaré (2020)

Singles
- « Une pluie d'or » (2015)
- « I Can Change » (reprise de LCD Soundsystem ) (2016)
- « Style Cocaïne » (2016)
- « J'ai partagé quelque chose avec la nuit » (2020)
- « La Maison des mensonges » (2020)
- « Contre le mien » (2022)

### Autre
- Officially Osbourne: Opening the Doors to the Land of Oz (2002) (Audiobook narration)

## Filmographie
- Wuthering Heights (2003) - Raquelle
- Postman Pat: The Movie (2014) - Amy Wrigglesworth (voice role)